# Beachhandball-Ozeanienmeisterschaften 2018
Die Beachhandball-Ozeanienmeisterschaften 2018, die kontinentalen Meisterschaften der Oceania Continent Handball Federation (OHF), waren die dritte Austragung des Wettbewerbs. Die Spiele wurden vom 23. bis 24. Februar in Glenelg, einem Vorort von Adelaide, Australien, ausgetragen.

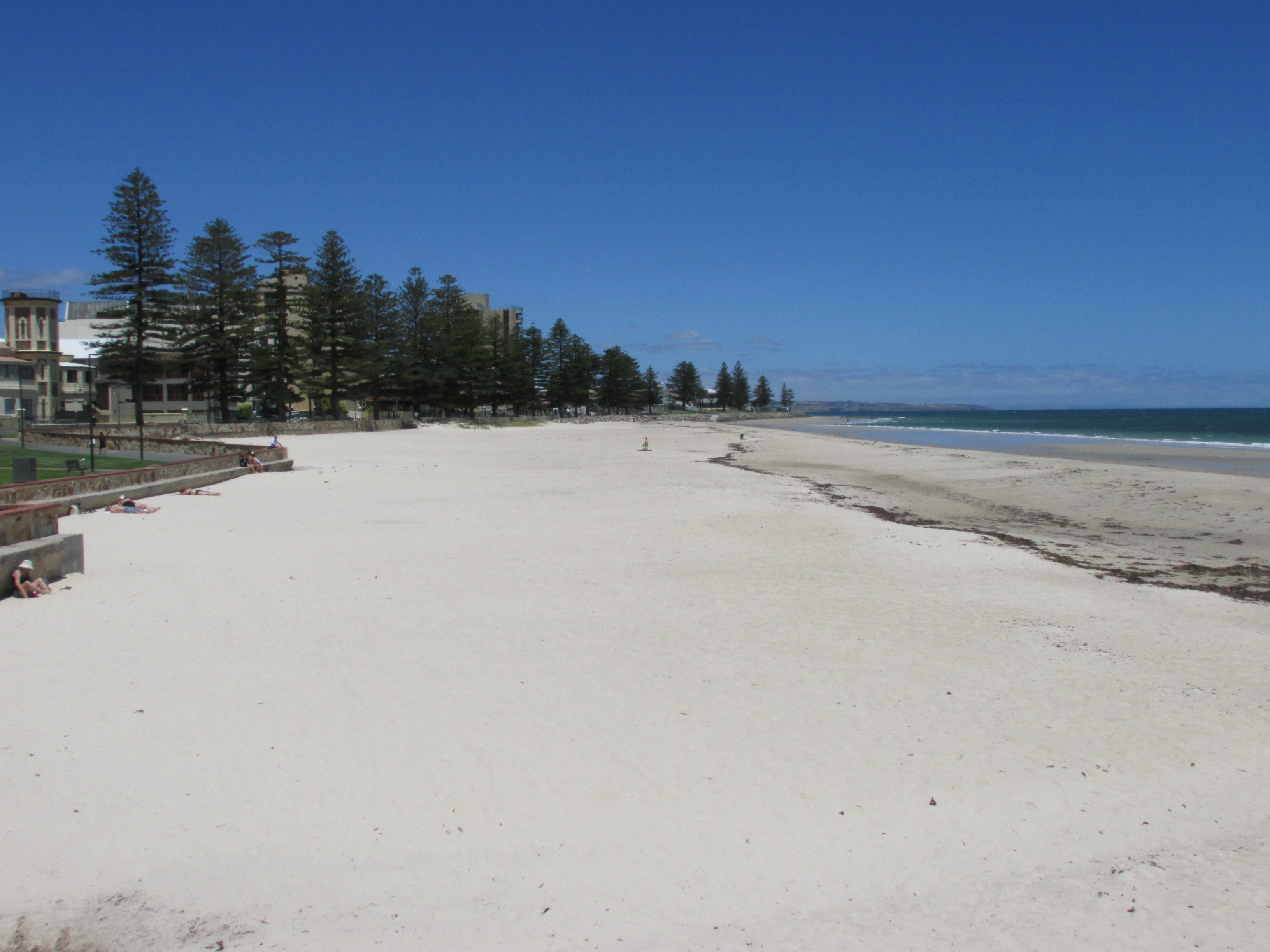
Glenelg Beach

Erstmals nahmen an einer Ozeanienmeisterschaft nicht nur Australien und Neuseeland teil. Mit der Frauen-Nationalmannschaft Amerikanisch-Samoas begann eine Entwicklung, die eine schnelle Verbreitung des Sports mit sich brachte, die erst durch die COVID-19-Pandemie ab 2020 etwas aufgrund der zum Teil strikten Reisebeschränkungen unterbrochen wurde. Der amerikanisch-samoanische Verband wurde erst weniger als eineinhalb Jahre zuvor gegründet und erreichte mit der Vizemeisterschaft und damit der Distanzierung Neuseelands einen ersten schnellen Erfolg.
| Frauen Details | Glenelg, Australien | Australien | keine Playoffs | Amerikanisch-Samoa | Neuseeland          | nur drei Teilnehmer | nur drei Teilnehmer |
| Männer Details | Glenelg, Australien | Australien | 2:0            | Neuseeland         | nur zwei Teilnehmer | nur zwei Teilnehmer | nur zwei Teilnehmer |

## Platzierungen der teilnehmenden Nationalmannschaften
| Nation             | Frauen | Männer |
| ------------------ | ------ | ------ |
| Amerikanisch-Samoa | 02     | 0–     |
| Australien         | 01     | 01     |
| Neuseeland         | 03     | 02     |
| Teilnehmerzahl     | 03     | 02     |

| Legende | Legende | Legende | Legende              |
| ------- | ------- | ------- | -------------------- |
| 1       | 2       | 3       | Podest-Platzierungen |